# 남한산성 (소설)
《남한산성》은 대한민국의 소설가 김훈이 2007년에 발표한 역사소설이다. 김훈의 다섯 번째 장편 소설로, 1636년 병자호란 때 청의 대군을 피해 인조와 신하들이 남한산성에 머문 47일 동안의 이야기를 담은 작품이다.
《칼의 노래》, 《현의 노래》와 함께 ‘김훈 역사소설 3부작’으로 불리기도 한다.
2009년에 같은 제목의 뮤지컬로 무대에 올려졌고, 2017년에는 이병헌, 김윤석 주연의 영화로 제작되었다.
2017년 5월, 출간 10년만에 100쇄를 돌파하며 60만 부 이상 팔렸다.

## 같이 보기
- 병자호란
- 남한산성
- 인조
- 김상헌
- 최명길